# Старый холостяк
«Старый холостяк» (англ. The Old Bachelor) — комедия английского драматурга Уильяма Конгрива, впервые поставленная на сцене в марте 1693 года и ставшая первой пьесой Конгрива (если не считать «Незнакомку», которую драматург опубликовал под псевдонимом в возрасте 17 лет). Имела большой успех: её играли 14 дней подряд, публика высоко оценила и спектакли, и печатный вариант пьесы.